# Estación Centro (MIO)
Centro es una de las estaciones del Sistema Integrado de Transporte MIO, en la ciudad de Cali, inaugurado en el año 2008. 

## Ubicación
Se ubica en la calle 13 con carrera 8. Su nombre proviene por su ubicación exacta en el centro de la ciudad. Frente a la estación se encuentra el Palacio de Justicia de Cali.

## Características
La estación tiene dos accesos peatonales, uno en cada extremo. Cuenta con dos vagones, cada uno de ellos con puertas de acceso en un sentido de la vía, sumando un total de dos puertas, debido a que está construida sobre una vía unidireccional. Esto también pasa con las demás estaciones del centro ubicadas sobre las calles 13 y 15. Como las estaciones La Ermita y Plaza de Cayzedo, la estación Centro está adyacente a la estación Santa Rosa, separadas por la carrera 10, la cual se puede cruzar por medio de un semáforo.

## Servicios de la estación

### Rutas expresas
| Ruta | Estación Origen             | Estación Destino            | Sentido (N/S) |
| ---- | --------------------------- | --------------------------- | ------------- |
| E21  | Terminal Menga Av 3N Cl 70N | Universidades Cra 100 Cl 16 | Norte - sur   |

### Rutas troncales
| Ruta | Estación Origen                        | Estación Destino            | Sentido (N/S) |
| ---- | -------------------------------------- | --------------------------- | ------------- |
| T31  | Terminal Paso del Comercio Cra 1 Cl 71 | Universidades Cra 100 Cl 16 | Norte - sur   |
| T37  | Terminal Paso del Comercio Cra 1 Cl 71 | Capri Cl 5 Cra 78           | Norte - sur   |
| T40  | Terminal Andrés Sanín Cl 75 Cra 19     | Centro                      | Norte - sur   |
| T42  | Pízamos                                | Terminal de Transportes     | Norte - sur   |
| T50  | Nuevo Latir Cra 28D Cl 79              | Centro                      | Norte - sur   |

### Rutas pretroncales
| Ruta | Origen                      | Trayecto                                      | Destino                             |
| ---- | --------------------------- | --------------------------------------------- | ----------------------------------- |
| P21E | Terminal Menga Av 3N Cl 70N | Av 6N - Av. Américas - Centro - Av. Pasoancho | Universidades Cra 100 Cl 16         |
| P24B | Centro                      | C.A.M. - Av 6N - Cl 44 - Cra 8                | Terminal Andrés Sanín Cl 75 Cra 19  |
| P27D | Terminal Menga Av 3N Cl 70N | Av 6N - Centro - Av. Roosevelt                | Capri Cl 5 Cra 78                   |
| P30B | Centro                      | Av. Américas - Cl 34N - Cr 5N - Cr 4N         | Floralia                            |
| P40A | Centro                      | Cra 10 - Cra 8 - Av. Ciudad de Cali           | Terminal Andrés Sanín Cl 75 Cra 19  |
| P52D | Terminal de Transportes     | Av 3N - Centro - Cl 27 - Cra 46               | Ciudad Córdoba                      |
| P60B | Centro                      | Cl 13 - Cl 14 - Cra 66                        | Terminal Simón Bolívar Cl 25 Cra 66 |

### Rutas circulares
| Ruta | Origen                                 | Trayecto                                                                          | Destino                                |
| ---- | -------------------------------------- | --------------------------------------------------------------------------------- | -------------------------------------- |
| C302 | Terminal Menga Av 3N Cl 70N            | Cl 70 - Cr 1 - Av. Américas - Centro - Av 6N                                      | Terminal Menga Av 3N Cl 70N            |
| C320 | Terminal Paso del Comercio Cra 1 Cl 71 | Cl 70 - Av 6N - Centro - Av. Américas - Cr 1                                      | Terminal Paso del Comercio Cra 1 Cl 71 |
| C520 | Nuevo Latir Cra 28D Cl 79              | Cr 27 - Cl 121 - Av. Ciudad de Cali - Cl 70 - Av 3N - Centro - Troncal Aguablanca | Nuevo Latir Cra 28D Cl 79              |

### Rutas alimentadoras
| Ruta | Origen                     | Trayecto                                      | Destino               |
| ---- | -------------------------- | --------------------------------------------- | --------------------- |
| A02  | Zoológico de Cali - Atenas | Cra 2 - Av. Colombia - Cl 5 - Cra 10          | San Pedro Cl 15 Cra 4 |
| A06  | Aguacatal                  | Portada al Mar - Av. Colombia - Cl 5 - Cra 10 | San Pedro Cl 15 Cra 4 |